# Levanisjön
Levanisjön (georgiska: ლევანის ტბა, Levanis tba) är en sjö i Georgien.   Den ligger i regionen Samtsche-Dzjavachetien, i den södra delen av landet. Levanisjön ligger i Samsaribergen, 2 561 meter över havet.